# موازنه تفصیلی
اصل موازنه تفصیلی (به انگلیسی: Detailed Balance) را می‌توان در سیستم‌های جنبشی که به فرایندهای بنیادی‌تر (برخوردها، گام‌ها یا واکنش‌های بنیادی) تجزیه می‌شوند، استفاده کرد. این اصل بیان می‌کند که در تعادل ترمودینامیکی، هر فرایند بنیادی با فرایند معکوس خود در تعادل است.

## خاصیت برگشت‌پذیری
اگر شرط موازنه تفصیلی در یک فرایند یا یک سیستم ترمودینامیکی برقرار باشد آن‌گاه می‌توان در زمان، از ریزحالتی به ریزحالت دیگر رفت و برگشت. به عنوان مثال اگر در یک زنجیرهٔ مارکف شرط موازنه تفصیلی برقرار باشد، آن فرایند یک زنجیره مارکوف برگشت‌پذیر نامیده می‌شود. این شرط به صورت زیر تعریف می‌شود:
{\displaystyle \pi (x')T(x'\rightarrow x)=\pi (x)T(x\rightarrow x')}
اگر این شرط برقرار باشد، می‌توانیم بنویسیم:
{\displaystyle \sum _{x}\pi (x')T(x'\rightarrow x)=\sum _{x}\pi (x)T(x\rightarrow x')\quad \quad \Longrightarrow \pi (x')\sum _{x}T(x'\rightarrow x)=\sum _{x}\pi (x)T(x\rightarrow x')\quad \quad \Longrightarrow \pi (x')=\sum _{x}\pi (x)T(x\rightarrow x')}
رابطهٔ اخیر رابطهٔ توزیع حالت پایدار است.